# کاپرویل، شهرستان تالبوت، مریلند
کاپرویل (به انگلیسی: Copperville) یک منطقهٔ مسکونی در ایالات متحده آمریکا است که در شهرستان تالبوت، مریلند واقع شده‌است. کاپرویل ۳٫۰۵ متر بالاتر از سطح دریا واقع شده‌است.